# Salomé (pintor)
Salomé es el seudónimo de Wolfgang Ludwig Cihlarz (Karlsruhe, 24 de agosto de 1954), pintor neoexpresionista alemán.
Estudió Pintura en la Berliner Hochschule der Künste de 1974 a 1980 con Ulrich Knipsel. Miembro del grupo "Heftige Malerei", perteneciente a la segunda generación del neoexpresionismo alemán, junto a Rainer Fetting, Helmut Middendorf y Bernd Koberling. Su pintura presenta rasgos de gran agresividad, tanto cromática como formal. Destaca la temática sexual, así como de discotecas y música rock.
Cantante del grupo rock Geile Tiere. 
Salomé vive y trabaja en Berlín.

## Exposiciones
- 1980 Heftige Malerei, Haus am Waldsee, Berlín.
- 1982 documenta 7, Kassel.
- 1982 Schwimmer, RAAB Galerie, Berlín.
- 1982 Zeitgeist, Gropius-Bau, Berlín.
- 1982 Biennale, Venecia.
- 1984 Von hier aus – Zwei Monate neue deutsche Kunst, Düsseldorf.
- 1987 BerlinArt 1961–1987 Museum of Modern Art, Nueva York.
- 1987 BerlinArt 1961–1987 Museum of Modern Art, San Francisco.
- 1988 Refigured Painting in Contemporary German Art, Guggenheim Museum, Nueva York.
- 2003 Obsessive Malerei - Ein Rückblick auf die Neuen Wilden.
- 2006 Gladiatoren und Maße, Galerie Deschler, Berlín.